# Stefanie Horovitz
Stefanie Horovitz (17 d'abril de 1887, Varsòvia, Imperi Rus - 1942, Treblinka, Polònia) fou una química polonesa que demostrà, juntament amb Otto Hönigschmid, l'existència dels isòtops i que l'ioni no era un element químic, sinó un isòtop del tori.

## Vida
Horovitz era filla del pintor Leopold Horovitz (1838-1917), natural de Rozhanovce, actual Eslovàquia i aleshores Regne d'Hongria, i tenia una germana. Cap al 1890 la família es traslladà a Viena, on el 1907 Horovitz inicià els seus estudis de química a la Universitat de Viena. El 1914 s'hi doctorà en química orgànica sota la direcció de Guido Goldschmiedt (1850-1915), amb un treball sobre la reordenació de les quinones amb àcid sulfúric. Continuà la seva tasca de recerca a l'Institut del Radi de Viena amb Otto Hönigschmid (1878-1945), que també s'havia doctorat amb Goldschmiedt, estudiant les masses atòmiques dels elements químics. Hönigshmid, malgrat que tenia plaça a la Universitat Tècnica de Praga, també realitzava recerca a Viena, però el 1918 acceptà la direcció del departament de química analítica de la Universitat de Múnic, la qual cosa l'allunyà de Viena i la carrera d’Horovitz com a química es truncà. S'interessà per la psicologia i trobà feina com a assessora educativa. Juntament amb la psicòloga austríaca Alice Friedmann (1897-1980), Horovitz establí una residència educativa per a nens a Viena, per donar-los l’oportunitat de sotmetre’s a la seva teràpia psicològica fora del seu entorn. El 1937 Horovitz retornà a Varsòvia amb la seva germana. El 1940 foren recloses pels nazis al gueto jueu de la ciutat. El 1942 les deportaren als camps d'extermini de Treblinka on foren assassinades.

## Obra
Horovitz començà a treballar amb Otto Hönigschmid a l'Institut del Radi de Viena. Hönigschmid havia treballat amb Theodore Richards (1868-1928) a la Universitat Harvard als Estats Units, que havia guanyat el premi Nobel de Química de 1914 pel seu treball en la determinació de masses atòmiques d’elements. Hönigschmid s’esforçava per recollir més proves que podien existir elements amb diferents masses, isòtops. Segons el suggeriment del físic anglès Frederick Soddy (1877-1956), els elements radioactius, com l'urani, decauen fins a formar plom. Però el plom produït tindria una massa atòmica diferent de la de plom que no provenia de desintegracions radioactives. Hönigschmid donà a Horovitz la minuciosa tasca de provar si el suggeriment de Soddy era correcte. Hönigschmid i Horovitz van tenir la sort de tenir propera la mina de Jáchymov, amb la uraninita de la qual Marie (1867-1934) i Pierre Curie (1859-1906) havien descobert el radi. Horovitz dugué a terme les tedioses separacions massives del mineral i després dugué a terme anàlisis gravimètriques molt precises del clorur de plom(II) obtingut i experiments de valoració per calcular la massa atòmica del plom. Els nivells de precisió de les mesures d'Horovitz foren extraordinaris i conclogué que el plom de Jáchymov, producte de l'urani i el radi en desintegració, tenia una massa atòmica de 206,736, diferent de 207,190 que era la massa atòmica del plom que no es produïa per desintegració radioactiva. Eren les primeres proves directes de l'existència d'isòtops. El seu article ha estat considerat com una de les publicacions de química més importants de la primera meitat del segle xx.
Horovitz continuà fent un altre pas important per demostrar que els isòtops eren reals. El 1916 publicà els seus resultats sobre un nou element, l'ioni, que havia sigut anunciat el 1907 i acceptat com un altre element químic radioactiu. Entre 1914 i 1916 Horovitz i Hönigschmid centraren la seva atenció a determinar la seva massa atòmica i demostraren que les propietats espectroscòpiques i químiques de l’ioni eren les mateixes que les del tori, però la seva massa atòmica era diferent. S'havia demostrat que l’ioni no existia i, al mateix temps, aportava més proves dels isòtops.